# Darina (álbum)
Darina es el primer álbum de estudio de la cantante mexicana Darina. El álbum fue grabado durante los últimos meses del 2002 y los primeros del 2003, fue realizado por el productor más exitoso del momento, Áureo Baqueiro (Sin Bandera o Natalia Lafourcade entre otros), este disco es un trabajo detallado y bien cuidado, lleno de baladas y también un toque de pop latino, en él álbum se incluye un dueto con el artista español David Bisbal con quien comparte el tema “Nunca Me Olvides”.
Su primer sencillo fue "De Corazón a Corazón (Inevitable)" tema de la telenovela mexicana “Velo de Novia”, "Déjame Conmigo" es su segundo sencillo y la canción con la que abre el disco. Darina quiso que fuera el primer tema del álbum porque representa su postura y actitud de frente al amor, la soledad y la mentira, con un ritmo de pop-flamenco y con la meticulosa producción del exitoso Áureo Baqueiro, "Déjame Conmigo" (escrita por Mario Domm, integrante del grupo Camila) es un himno para corazones rotos y demás gente que exige igualdad y honestidad en una relación. Cuenta con un video, el cual fue rotado en Exa Tv, Ritmoson Latino y Telehit, el video cuenta con la participación del actor mexicano Raúl Magaña. En 2014 Déjame Conmigo fue regrabada por el cantante mexicano Christian Castro como parte de su álbum Primera Fila.
El tercer sencillo es el tema "Crecer", el cual no cuenta con video ya que desgraciadamente careció de promoción por parte de la disquera Universal Music.
El último sencillo fue "No basto", el cual iba a tener video pero fue cancelado a último momento. Este sencillo se iba a lanzar también en versión norteña pero fue igualmente cancelado por la nula promoción por parte de Universal Music.
El álbum logró vender más de 50.000 copias en México.

## Lista de canciones
| N.º | Título                                      | Escritor(es)                           | Duración |  |
| 1.  | «Déjame Conmigo»                            | Mario Domm                             | 4:08     |  |
| 2.  | «De Corazón a Corazón (Inevitable)»         | Mr. B                                  | 4:08     |  |
| 3.  | «Crecer»                                    | Áureo Baqueiro                         | 3:57     |  |
| 4.  | «Como Tú Conmigo»                           | César Franco                           | 3:52     |  |
| 5.  | «Libertad Condicional»                      | Áureo Baqueiro                         | 3:15     |  |
| 6.  | «Tú y Yo»                                   | Áureo Baqueiro                         | 3:24     |  |
| 7.  | «Nunca Me Olvides (A dúo con David Bisbal)» | Mauricio L. Arriaga / Jorge E. Murguía | 3:25     |  |
| 8.  | «No Bastó»                                  | Áureo Baqueiro / Camila Vial           | 4:03     |  |
| 9.  | «No Es Solución»                            | Mauricio L. Arriaga                    | 3:51     |  |
| 10. | «Sola»                                      | César Franco / Charlie Rey             | 3:56     |  |

## Créditos
- (P) & (C) Universal Music México S.A de C.V
- Darina — voz
- Humberto Calderón — Dirección A & R
- Sergio Santacruz — Coordinación A & R
- Áureo Baqueiro — Productor
- Rodolfo Vázquez — Grabación de Voces
- Luis Gil - Baterías (exc track 7)
- Luis Gil — Masterización
- Carlos Murguía - Dirección y arreglos de voz
- Armando Ávila — Cuerdas
- Mary Urtusuástegui - Coros
- Fanny Chernitsky - Coros
- Sabo Romo - Guitarra y Bajo en track 10
- Grabado en Braval Music, Manu Estudio, El cuarto de Máquinas, Cosmos Estudio, El cubo negro y Laboratorio pestaña.
  - Créditos:[1]